# To a Land Unknown
To a Land Unknown ist ein Filmdrama und Kriminalfilm von Mahdi Fleifel. Der Film über zwei aus dem Libanon geflüchtete junge Männer, die kriminell werden, um von Griechenland nach Deutschland zu kommen, feierte im Mai 2024 bei den Internationalen Filmfestspielen in Cannes seine Premiere. Ende November 2025 soll er in die deutschen Kinos kommen.

## Handlung
Chatila und Reda sind aus dem Libanon nach Griechenland geflüchtet. Die beiden Cousins bestehlen Einheimische, prostituieren sich und sparen das Geld, um gefälschte Pässe für die Ausreise aus Athen zu bezahlen. Sie wollen nach Deutschland, um dort ein Café zu eröffnen. Chatila ist der reifere der beiden und verwaltet pflichtbewusst ihre Einkünfte. Seine Frau und sein zweijähriger Sohn befinden sich im Libanon in einem Lager. Er will sie dort rausholen, sobald er in Deutschland genug Geld verdient hat. Dennoch betrügt Chatila seine Frau mit Tatiana, einer Einheimischen, die ihnen helfen soll, den kleinen Waisenjungen Malik, um den sie sich kümmern, aus dem Land zu seiner Tante zu bringen. Sie soll ihn als ihren Sohn ausgeben.
Als der drogenabhängige Reda jedoch ihr hart verdientes Geld verliert, müssen sie noch einmal von vorne anfangen. Chatila schmiedet daher einen Plan. Er will sich als Schmuggler ausgeben und Geiseln nehmen, um ihn und seinen besten Freund aus ihrer hoffnungslosen Umgebung herauszuholen, bevor es zu spät ist.

## Produktion

### Filmstab, Besetzung und Dreharbeiten

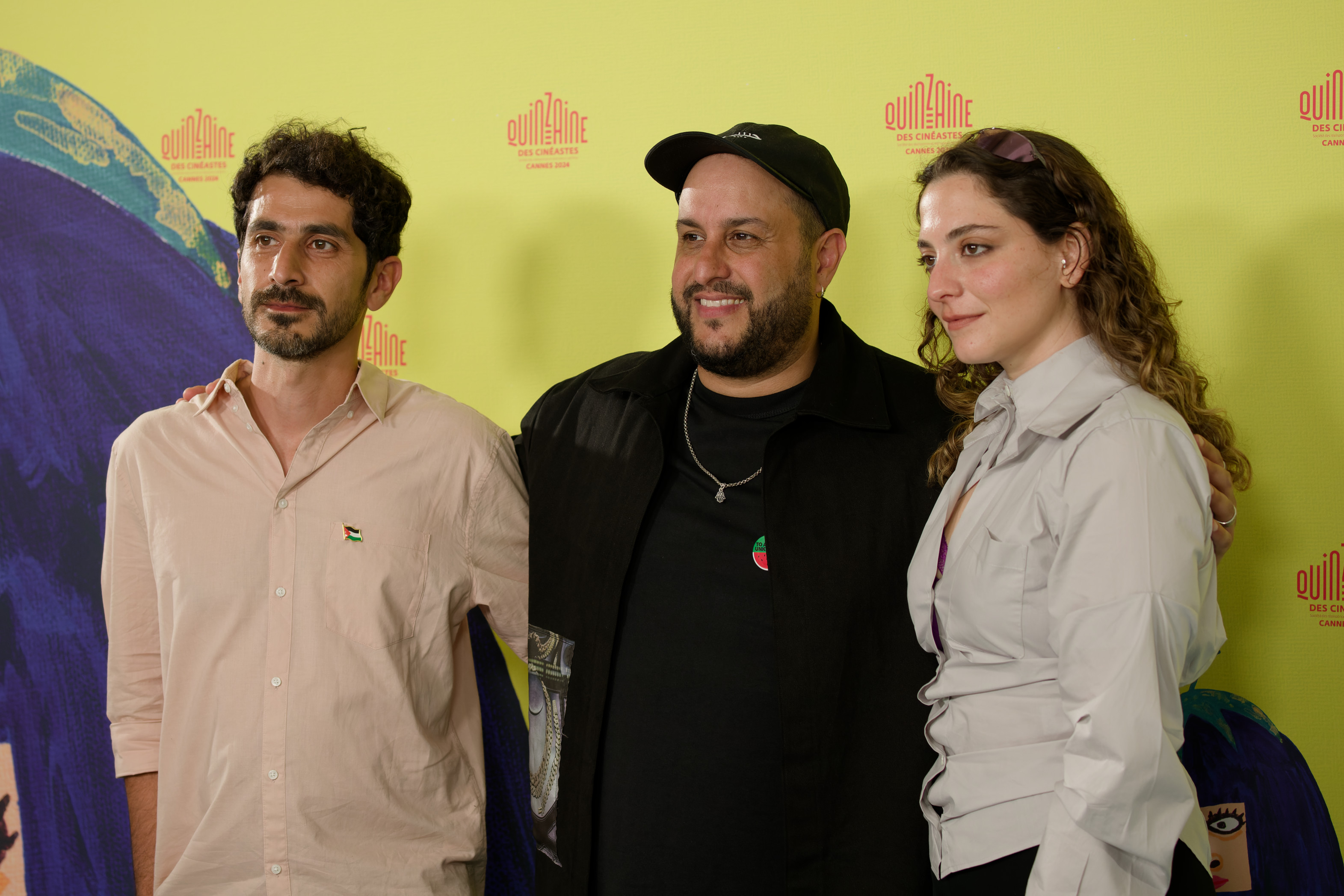
Regisseur Mahdi Fleifel mit Filmeditor Halim Sabbagh und Filmkomponistin Nadah El Sazly

Regie führte Mahdi Fleifel, der gemeinsam mit Jason McColgan auch das Drehbuch schrieb. Es handelt sich bei To a Land Unknown  um Fleifels zweiten Langfilm nach A World Not Ours. Der Film wurde 2013 mit dem Friedensfilmpreis der Berlinale ausgezeichnet. Fleifel wuchs in dem Flüchtlingslager Ain el-Helweh im Libanon sowie später in einem Vorort von Helsingør in Dänemark auf.
In den Hauptrollen sind Mahmood Bakri und Aram Sabbah als Chatila und Reda zu sehen. Mohammad Alsurafa spielt einen kleinen Jungen ohne Eltern namens Malik, mit dem sie eine Zeitlang eine provisorische Familie bilden. Αngeliki Papoulia ist in der Rolle von Tatiana zu sehen, die ihnen helfen soll, Malik zu seiner Tante zu bringen. Diese wird von Manal Awad gespielt. Monzer Reyahnah ist in der Rolle des Schleusers Marwan zu sehen.
Die Dreharbeiten fanden in Athen statt. Kameramann Thodoris Mihopoulos war zuletzt für die schwule Filmkomödie Der Sommer mit Carmen von Zacharias Mavroeidis und den Dokumentarfilm Unclickable von Babis Makridis tätig.

### Filmmusik und Veröffentlichung
Die Filmmusik steuerte Nadah El Sazly bei. Die Musikproduzentin, Klangkünstlerin und Sängerin stammt aus Kairo und verbindet bei ihrer Arbeit Musikkonzepte ihres Heimatlandes aus dem 19. Jahrhundert mit zeitgenössischer, elektronischer Musik. Darüber hinaus arbeitet sie mit ägyptischen Musikern wie Maurice Louca und Sam Shalabi zusammen und gründete mit dem walisischen Klangkünstler Elvin Brandhi das Duo Pollution Opera. El Shazly komponierte bereits zuvor für Film und Fernsehen, so für den Mysteryfilm About Her von Islam El Azzazi und die Netflix-Serie Love, Life & Everything In Between.
Die Premiere von To a Land Unknown erfolgte am 22. Mai 2024 bei den Internationalen Filmfestspielen in Cannes, wo der Film in der Quinzaine des cinéastes gezeigt wurde. Ende Juni 2024 wurde der Film beim Mediterrane Film Festival vorgestellt. Anfang Juli 2024 wurde To a Land Unknown beim Filmfest München gezeigt. Im Juli 2024 wurde er beim Galway Film Fleadh vorgestellt. Zwischen Ende Juli und Anfang September 2024 wurde er beim New Zealand International Film Festival gezeigt und ebenfalls im September 2024 beim Nashville Film Festival und beim Toronto International Film Festival. Ab Ende September 2024 wurde er beim Vancouver International Film Festival gezeigt und im Oktober 2024 beim Hamptons International Film Festival. Ende April, Anfang Mai 2025 wird er beim Atlanta Film Festival vorgestellt. Am 27. November 2025 soll der Film in die deutschen Kinos kommen.

## Rezeption

### Kritiken
Von den bei Rotten Tomatoes aufgeführten Kritiken sind 98 Prozent positiv. Bei Metacritic erhielt der Film einen Metascore von 84 von 100 möglichen Punkten.
Ali Benzekri schreibt in seiner Kritik für awardswatch.com, Mahdi Fleifel bewege sich in seinem Spielfilmdebüt fließend vom Dokumentarfilm zum Spielfilm mit Anklänge eines Thrillers innerhalb der Erzählung. Geschickt lenke er die der Geschichte innewohnende Spannung und Suspense und halte den Zuschauer in Atem. Stellenweise erinnere der Film mit seiner düsteren Intensität an Thriller von William Friedkin.

### Auszeichnungen
Filmfestival „Goldene Aprikose“ 2024
- Nominierung im Panorama Competition[18]

Film Fest Gent 2024
- Nominierung im Wettbewerb[19]

Filmfest München 2024
- Auszeichnung mit dem CineCoPro Award[20]

Galway Film Fleadh 2024
- Nominierung im World Cinema Competition[21]

Gotham Awards 2024
- Nominierung für den Breakthrough Director Award (Mahdi Fleifel)[22]

Internationale Filmfestspiele von Cannes 2024
- Nominierung in der Quinzaine des cinéastes (Mahdi Fleifel)

Internationales Filmfestival Thessaloniki 2024
- Nominierung im Wettbewerb
- Auszeichnung als Bester Schauspieler (Mahmood Bakri)
- Auszeichnung mit dem Fischer Audience Award – International Competition[23][24]

Leiden International Filmfestival 2024
- Nominierung im First Feature Competition[25]

London Film Festival 2024
- Nominierung im First Feature Competition[26]

Mediterrane Film Festival 2024
- Nominierung im Wettbewerb
- Auszeichnung mit dem Jury’s Choice Prize[5][27]

Nashville Film Festival 2024
- Nominierung für den Grand Jury Prize im Narrative Feature Competition (Mahdi Fleifel)[28]

New Zealand International Film Festival 2024
- Nominierung im Fresh Competition

Red Sea International Film Festival 2024
- Auszeichnung mit der Silbernen Yusr
- Auszeichnung als Bester Schauspieler (Mahmood Bakri)[29]

San Sebastian International Film Festival 2024
- Nominierung in der Sektion Zabaltegi-Tabakalera (Mahdi Fleifel)[30]

Transilvania International Film Festival 2025
- Auszeichnung als Bester Film[31]

Tromsø International Film Festival 2025
- Nominierung im Internationalen Wettbewerb[32]